# Итальянский отель (Валлетта)
Итальянский отель (мальт. Berġa tal-Italja, итал. Albergo d'Italia) — отель в Валлетте , построенный в конце  XVI века для размещения рыцарей ордена Святого Иоанна. Находится напротив церкви Святой Екатерины Александрийской .

## История
Нет документации, которая зафиксировала начало строительства гостиницы. Считают, что работы начались в 1574 году, а открыли отель в сентябре 1579 года. Когда первый этаж был завершен, строительство остальной части здания было приостановлено, но вскоре стало понятно, что здание слишком мало. 25 августа 1582 было принято решение о строительстве второго этажа. Мастер Джой Андреа Фарругия отвечал за строительство, но он умер до завершения проекта. Строительство продолжалось 1580-х годов, и было завершено около 1595. Помимо Кассара и Фарругии, за постройку были ответственны несколько других архитекторов и мастеров, в том числе инженер Франческо Антрини.
После того как в части главного зала появились трещины, в 1604 году Алессандро Стафрасе выполнил ремонтные работы.Вход в отель был со стороны Южной улицы, но впоследствии его перекрыли. Историк Джованни Бонелло предполагает, что это был главный вход в отель, хотя, возможно, это был просто боковой вход. В 1649-50 годах под комнатой адмирала был построен промежуточный этаж. В 1654 году большая комната в задней части здания была превращена в четыре магазина. В 1680 году начался капитальный ремонт отеля в стиле барокко. Фасад был переделан Медерико Блонделем, а третий этаж был построен на средства великого мастера Грегорио Графин. Над главным входом было добавлено богато украшенный элемент с бюстом Графины. Фасад был декорирован мрамором. Здание выполняло свое назначение до 1798 года, пока не началась французская оккупация Мальты. Мальта стала штабом французской армии. После того, как остров приняли англичане, здание перешло к командованию британского армейского корпуса. Здесь также находился офицерский штаб. В 1920 году в части здания начал действовать археологический музей, основанный Фемистоклом Заммита.

## Французская оккупация и господство англичан
Орден Святого Иоанна был выслан из Мальты во время французской оккуупации Мальты в 1798 году. Будучи расположенным напротив резиденции Наполеона в Палаццо Парисио, отель был преобразован в штаб французского командования. После того как Мальта попала под власть Британии в 1800 году, отель использовала как военная, так и гражданская администрация. В 1888 году цокольный этаж был использован для хранения нотариальных архивов, а верхний этаж занимал отдел труда. Отель был преобразован в Гражданский арсенал. Планы на установление протестантской часовни были отклонены. В этот момент цокольный этаж использовался правительственной командой, а верхний этаж использовался королевскими инженерами. Позже он служил штабом корпуса до 1920-х годов. В начале 19 века химик Джон Дэйви, который находился на Мальте с армейским медицинским персоналом, создал в гостинице общественный диспансер для лечения бедных и стал известным как Отель бедноты. Затем там находилась правительственная поликлиника. В 1922 году Национальный музей был переведен из Палаццо Хара в Обердж д'Итали. Музей был под руководством сэра Темистоклеса Заммита, и он был разделен на археологию, историю, искусство, естествознание и минералогические разделы. Музей закрыли во время Второй мировой войны. 7 апреля 1942 здание было повреждено во время авианалета. Часть фасада была уничтожена воздушными обстрелами, а природоведческая коллекция претерпела серьезный ущерб, поскольку находилась в части здания, которая пострадала. После окончания войны поврежденные части отеля были реконструированы, музей был открыт, а в части здания находилась Школа искусств.

## Независимая Мальта

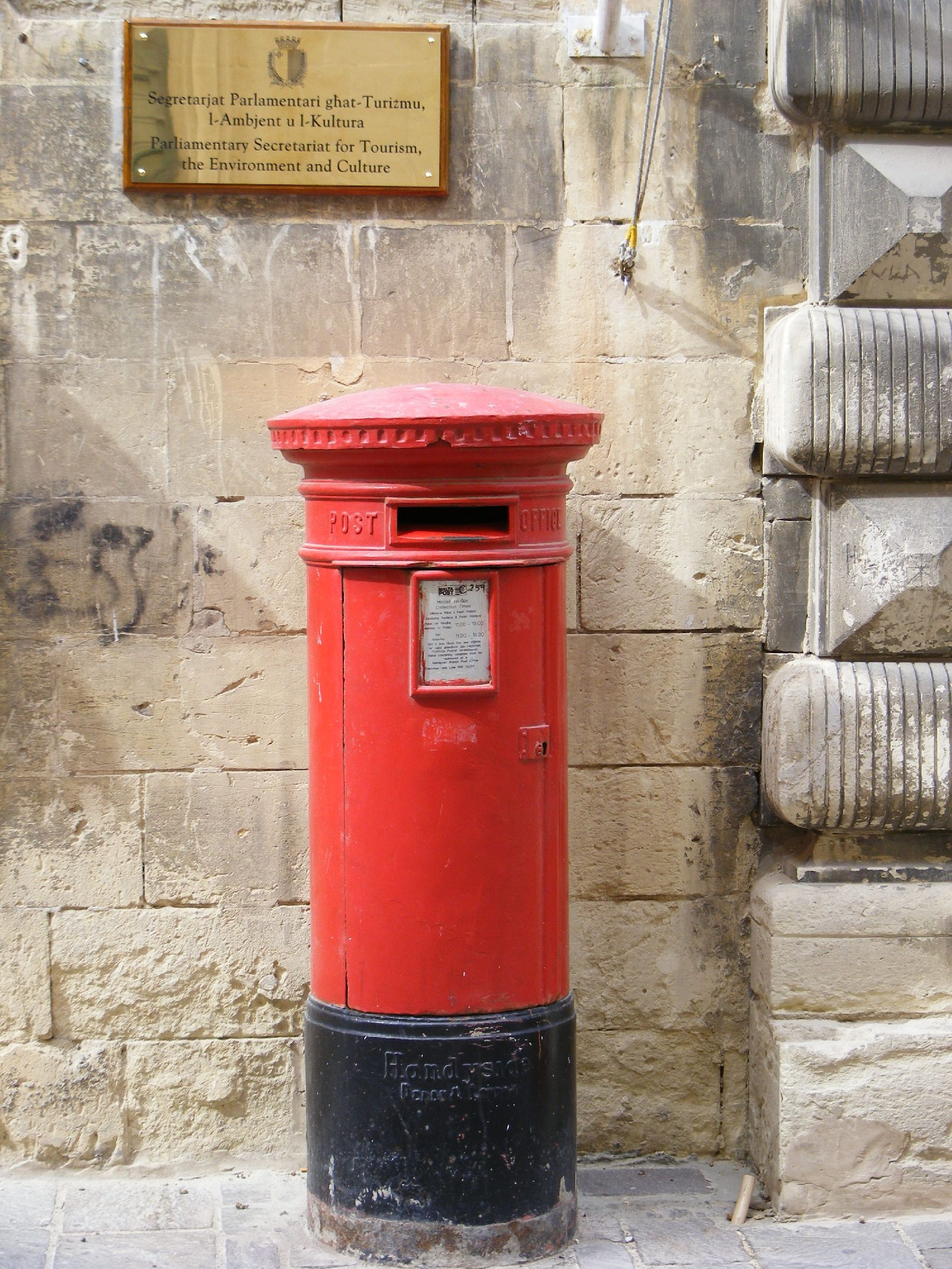
Почтовый ящик у входа в отель

В январе 1971 года Высшие судебные инстанции и Школа искусств освободили здание после переезда в новый дом, который был построен на месте гостиницы.
 Здание в августе того же года было передано в отдел почтовой связи и телефонии. После масштабной реконструкции 4 июля 1973 года отель был открыт как Главный почтамт, взяв на себя роль Палаццо Парисио, пока не открылся новый комплекс на Марсе в октябре 1997 года. Отель также использовался Департаментом водоснабжения и электричества, Департаментом сельского хозяйства и Центральным статистическим управлением.
В 1997 году было принято решение преобразовать отель в офисы Министерства туризма и Управления по туризму Мальты. Здание было отремонтировано и отреставрировано, и министерство переехало в здание 18 марта 2002 года. Управление по туризму Мальты прибыло 1 марта того же года.

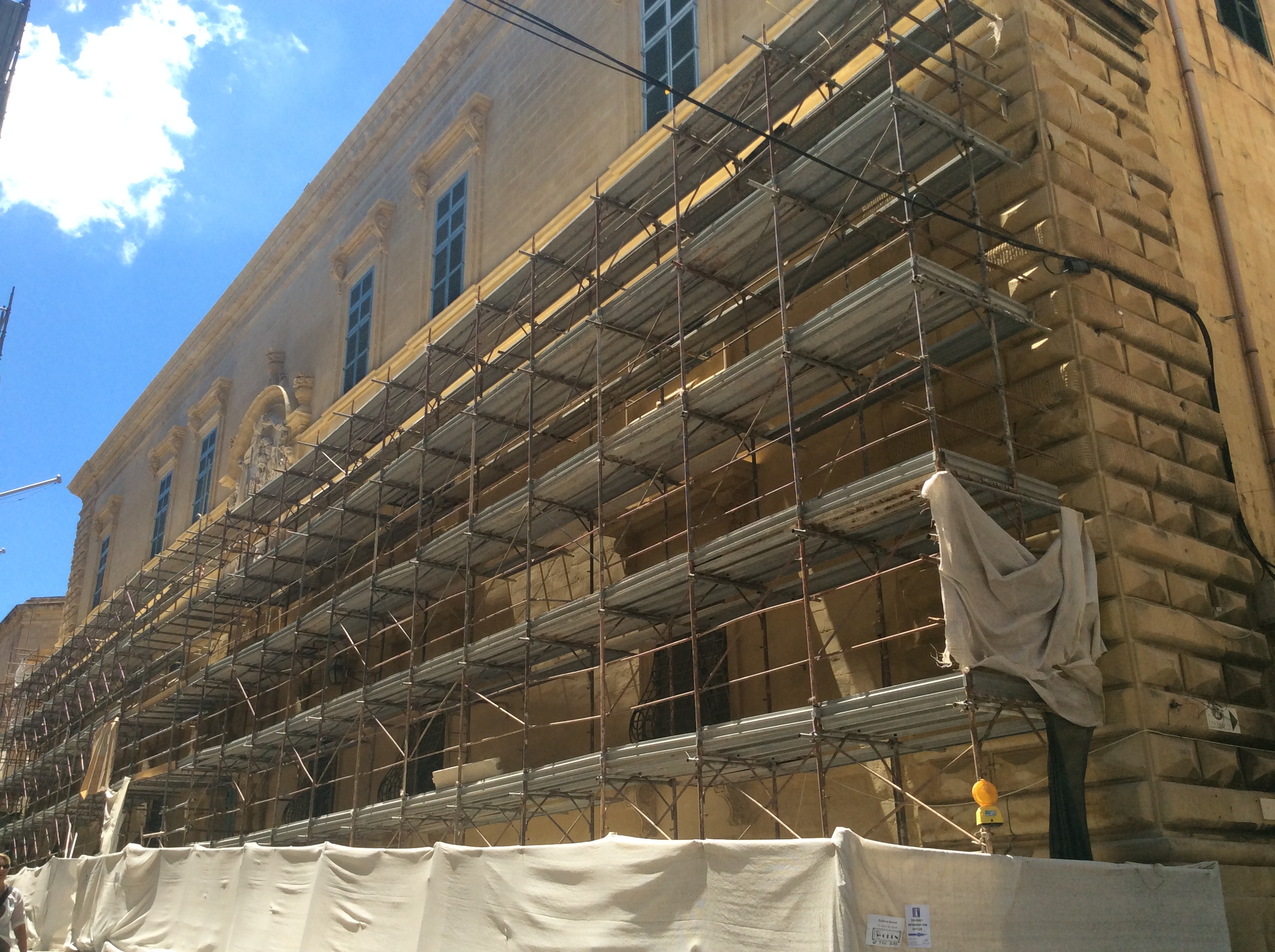
Восстановительные работы отеля в июле 2016 года

Планы по переводу Национального музея изобразительных искусств из Адмиралтейского дома в Итальянский отель начались в 2013 году.  В сентябре 2014 года было объявлено, что переезд произойдет, и новый музей будет называться MUŻA (от мальтийской аббревиатуры Mużew). Назжонали таль-Арти ). Это один из проектов, присвоенных Валлетте титулом европейской культурной столицы в 2018 году. Управление по туризму Мальты планировало переехать из отеля в помещения в Smart City в ноябре 2016 года, но переезд был отложен до февраля 2017.  Фасад отеля  был восстановлен в период с конца 2015 года по июль 2016 года.  В это время были обнаружены различные художественные элементы центральной части, а также был восстановлен бюст Карафы. Интерьер здания также восстанавливаются.  Другой продуманный, но опровергнутый план состоял в том, чтобы открыть вероятный оригинальный вход, который должен был иметь  парадную лестницу  Пьяцца Де Валетт.
Здание было включено в Список древностей 1925 года вместе с другими строениями в Валлетте.  В настоящее время отель включён в список  как Национальный памятник 1-го класса Управлением окружающей среды и планирования Мальты , а также внесён в Национальный реестр культурных ценностей Мальтийских островов.

## Памятные монеты
Итальянский отель был изображен на двух памятных монетах, отчеканенных в 2010 году Центральным банком Мальты. На монетах изображены центральная часть фасада здания на реверсе, а герб Мальты - на аверсе монеты.